# Амактигнак
Амактигнак (алеут. Amatignax̂, англ. Amatignak Island) — остров в составе Алеутских островов в группе Андреяновских островов, в подгруппе островов Деларова. Постоянного населения нет.

## География
Его длина составляет около 9 км, а ширина — около 5 км. Наибольшая высота над уровнем моря — 515 м. Ближайший остров Улак находится на расстоянии около 4 миль (6 км) к северо-востоку.
Имеет вулканическое происхождение. Остров характеризуется очень высокой сейсмической активностью. 
Природные условия типичны для тундровой зоны. Прибрежные скалы острова являются местом обитания для морских птиц. Климат на острове холодный морской, с частыми туманами и осадками.
В 1867 году был продан Россией Соединенным Штатам в составе территории Аляски.